# 李屺宰
李屺宰（：／ Lee Gi-zae，1968年5月11日—）是大韓民國保守派政治人物，現任首爾特別市陽川區區廳長。

## 選舉
2020年9月到2022年3月，他作為時事評論員出現在YTN、韓聯社新聞電視和MBN 。在第8次全國同時地方選舉之前，他被提及為陽川區長候選人。 2022年4月4日，他正式宣布競選陽川區市長，參加將於6月1日舉行的第8次全國和地方同步選舉。初選他提出了7項期待已久的任務:
- 1、木洞公寓的重建
- 2、促進住宅區再開發的“住房管制自由區”
- 3、減輕公共交通不便地區的不便
- 4、減輕建築法規和對受飛機噪音影響的地區的損害賠償
- 5、西部卡車客運站高科技物流中心竣工
- 6、在濟物浦路上方建造公園
- 7、在木洞體育場周圍創建一個文化和體育綜合體。